# Liga ASOBAL de 2010–11
A Liga ASOBAL de 2010–2011 foi a 21º edição da Liga ASOBAL como primeira divisão do handebol espanhol. Com 16 equipes participantes o campeão foi o FC Barcelona Handbol.